# Заозерний (Амурська область)
Заозерний (рос. Заозёрный) — селище у Октябрському районі Амурської області Російської Федерації. Розташоване на території українського історичного та етнічного краю Зелений Клин.
Входить до складу муніципального утворення Трудова сільрада. Населення становить 63 особи (2018).

## Історія
З 20 жовтня 1932 року входить до складу новоутвореної Амурської області.
З 1 січня 2006 року органом місцевого самоврядування є Трудова сільрада.

## Населення
| 2002 | 2010 | 2012 | 2013 | 2014 | 2015 | 2016 |
| ---- | ---- | ---- | ---- | ---- | ---- | ---- |
| 129  | ↘77  | ↘71  | ↘68  | ↗73  | →73  | ↘60  |
| 2017 | 2018 |      |      |      |      |      |
| ↗63  | →63  |      |      |      |      |      |